# Lijst van burgemeesters van Jabeek
Dit is een lijst van burgemeesters van de voormalige Nederlandse gemeente Jabeek tot die gemeente op 1 januari 1982 opging in de gemeente Onderbanken.
| Ambtsperiode | Naam burgemeester           | Partij of stroming | Bijzonderheden |
| ------------ | --------------------------- | ------------------ | --- |
| 1825 - 1830  | J.A. Arets                  |                    | |
| 1830 - 1843  | J.H. Kleuters               |                    | |
| 1843 - 1852  | J.L. Nuchelmans             |                    | |
| 1852 - 1856  | Jan Adam Cremers            |                    | tevens burgemeester van Bingelrade (1851-1895)                                                                           |
| 1856 - 1869  | J.L. Meertens               |                    | |
| 1869 - 1896  | Jan (J.) Schoffelen         |                    | |
| 1896 - 1913  | Jan (V.J.H.J.M.) Schoffelen |                    | zoon van voorganger |
| 1913 - 1943  | J.L.J. Meertens             |                    | |
| 1943 - 1944  | J.M.L. Franssen             | NSB                | plaatsvervangend/waarnemend burgemeester; ook enige tijd van Merkelbeek                                                  |
| 1944 - 1945  | J. Kreukels                 |                    | plaatsvervangend |
| 1945 - 1975  | Joseph (J.J.H.) Schoffelen  | KVP                | tevens vanaf 1954 burgemeester van Bingelrade; zoon van V.J.H.J.M. Schoffelen die ook burgemeester van Jabeek is geweest |
| 1976 - 1982  | Sjof (J.J.G.) Drummen       | KVP / CDA          | tevens burgemeester van Bingelrade, later gedeputeerde                                                                   |